# Oliver Neß
Oliver Neß (* 1968) ist ein deutscher Fernsehjournalist.

## Leben
Oliver Neß produzierte für den WDR kritische Sendebeiträge über die Polizei Hamburg.
Am 30. Mai 1994 geriet er bei einer Demonstration in Hamburg in eine Auseinandersetzung mit der Polizei, bei der er von uniformierten und zivilen Polizisten misshandelt worden sein soll. Vom Landgericht Hamburg wurde der Sachverhalt folgendermaßen festgestellt:
Am Tattag fand auf dem Hamburger Gänsemarkt eine Wahlkampfveranstaltung des "Bundes Freier Bürger" statt, bei welcher der österreichische FPÖ-Vorsitzende Haider als Gastredner auftrat. Es kam zu Gegendemonstrationen und im Anschluß daran zu Krawallen; dabei wurde auch Gewalt gegen einschreitende Polizeikräfte verübt. Der Nebenkläger hatte die Veranstaltung als Journalist aus beruflichem Interesse besucht. Er geriet in eine Gruppe von Kundgebungsteilnehmern; Personen aus deren Kreis hatten soeben gewaltsam eine polizeiliche Festnahme zu verhindern versucht; dabei war der Angeklagte A. zu Boden gegangen. Unmittelbar danach nahm A. den Nebenkläger wahr, der gestikulierte und etwas rief. Er trieb ihn etwa acht Meter weit, mit seinem Schlagstock fuchtelnd, vor sich her. Hiergegen setzte sich der Nebenkläger körperlich nicht zur Wehr. Durch einen Stoß des Angeklagten A. mit der Hand gegen die Schulter des Nebenklägers wurde dieser schließlich ins Taumeln gebracht. In dieser Situation wurde der Nebenkläger von einem weiteren Polizeibeamten – dem früheren Mitangeschuldigten M., gegen den die Eröffnung des Hauptverfahrens abgelehnt worden ist – zu Fall gebracht. Dieser Beamte wurde seinerseits an einer Festnahme des Nebenklägers von Störern gehindert, dabei wurde ihm der Helm vom Kopf gerissen. A., der in dieser Situation nach wenigen Sekunden wieder auf das Geschehen aufmerksam geworden war, brachte den Nebenkläger erneut zu Boden und versuchte, ihn, der lediglich passiven Widerstand leistete, mit Hilfe eines weiteren Kollegen festzuhalten. Der nunmehr hinzukommende Angeklagte H. wollte seine Kollegen hierbei unterstützen. Um den Nebenkläger mit einem erlernten Polizeigriff in Rückenlage zu bringen, ergriff er dessen rechten Fuß und< drehte ihn kräftig nach innen. Hierdurch erlitt der Nebenkläger einen doppelten Bänderriß im Sprunggelenk. Anschließend sahen die – wegen ihres Vorgehens von einem hinzutretenden Journalisten heftig beschimpften – Polizeibeamten alsbald von weiteren Maßnahmen gegen den Nebenkläger ab und entfernten sich.
Laut einem Bericht des Spiegels hätten Polizeibeamte den wehrlosen Oliver Neß niedergedrückt, ihm den Schuh ausgezogen und seinen Fuß mit solcher Gewalt verdreht, dass die Bänder rissen. Amnesty International bezeichnete diesen Übergriff auf einen Journalisten erstmals öffentlich als „der Folter gleichkommend“. Gerichtlich wurde nach einem medizinischen Gutachten festgestellt, dass "eine Drehung des Fußes mit 'mittelgroßer Kraftentfaltung'- wie sie durch die Möglichkeit der Verursachung entsprechender Verletzungen durch ein Umknicken und eine Sportverletzung anschaulich wird -" stattgefunden habe. Nachdem die beteiligten Polizeibeamten 1996 in erster Instanz zu Geldstrafen von mehreren tausend D-Mark verurteilt wurden und Neß von der Stadt Hamburg Schmerzensgeld und Schadensersatzzahlungen in Höhe von 210.977 DM erhalten hatte, sprach der Bundesgerichtshof sie 1998 frei. Wesentlicher Grund für den Freispruch war, dass sich nicht nachweisen lasse, dass für die Polizisten erkennbar gewesen wäre, dass Neß ein Unbeteiligter war, für den kein legitimer Festnahmegrund vorlag. Auch ließe sich nicht nachweisen, dass unverhältnismäßige Gewalt angewandt worden sei. Wegen des In-dubio-pro-reo-Grundsatzes seien die angeklagten Polizisten freizusprechen. Der BGH betonte hierbei, dass es bei dem Urteil nicht um eine rechtliche Beurteilung des gesamten Polizeieinsatzes, noch um die Frage der Entschädigung Neß' gehe, sondern ausschließlich um den Nachweis strafrechtlicher Schuld der angeklagten Polizeibeamten. Während der Ermittlungen soll mutmaßlich belastendes Videobeweismaterial im Polizeigewahrsam verschwunden oder unbrauchbar gemacht worden sein.

## Publikationen
- Rolf Gössner unter Mitarbeit von Oliver Neß und der Bundesarbeitsgemeinschaft kritischer Polizistinnen und Polizisten: Polizei im Zwielicht. Gerät der Apparat ausser Kontrolle? Campus, Frankfurt am Main und New York 1996, ISBN 3-593-35469-1.
- Zu Besuch auf Neuwerk. Die Hanse, Hamburg 2001, ISBN 3-434-52571-8.
- Das Menschenrecht auf Entwicklung: sozialpolitisches Korrektiv der neoliberalen Globalisierung. Lit-Verlag, Münster 2004, ISBN 3-8258-7739-6.
- Loch in der Hose. In: Der Spiegel. Nr. 22, 1995, S. 53 f. (online).
- Thomas Lindenberger: Vom Säbelhieb zum „sanften Weg“ ? Lektüren physischer Gewalt zwischen Bürgern und Polizisten im 20. Jahrhundert. In: Alf Lüdtke, Herbert Reinke, Michael Sturm (Hrsg.): Polizei, Gewalt und Staat im 20. Jahrhundert. 1. Auflage, 2011, VS Verlag, S. 215 f.